# Aaron W. Schmitt
Aaron W. Schmitt (* 1980) ist ein deutscher Vorderasiatischer Archäologe.

## Leben
Schmitt studierte ab 2001 an der Universität Mainz Vorderasiatische Archäologie (Hauptfach) sowie Altorientalische Philologie und Ägyptologie (Nebenfächer). 2004/2005 verbrachte er ein Auslandssemester an der Universität Pisa sowie 2007/2008 ein Semester an der Universität Tübingen. Nach der Promotion 2010 (Promotionsstipendium der Studienstiftung des Deutschen Volkes) in Vorderasiatischer Archäologie in Mainz erhielt er das Reisestipendium des Deutschen Archäologischen Instituts. Forschungsaufenthalte führten ihn mehrfach in den Irak, den Iran, nach Syrien und Libanon.
2017 übernahm Schmitt für mehrere Monate die Vertretung des Lehrstuhls für Vorderasiatische Archäologie an der Universität München und wirkte anschließend bis 2019 als wissenschaftlicher Mitarbeiter an der Universität Mainz, wo er sich 2021 im Fach Vorderasiatische Archäologie habilitierte. Es folgte eine kurzzeitige Tätigkeit an der Universität Freiburg. Seit 2021 ist er Professor für Vorderasiatische Archäologie an der Universität Heidelberg.
Seine Forschungsschwerpunkte sind Vergangenheitsbewusstsein und Interesse an der Vergangenheit im Alten Mesopotamien, Sakralarchitektur im Vorderen Orient, Archäologie des Libanon, phönizische Archäologie und Keramik, mesopotamische Gründungs- und Bauurkunden und Archäologie und Geschichte Assyriens.